# 面肩胛肱型肌营养不良症
面肩胛肱型肌营养不良症（英語：Facioscapulohumeral muscular dystrophy, Landouzy-Dejerine, FSHMD, FSHD or FSH）是肌肉营养不良症的一种，是一组导致肌肉退化和渐进性无力的遗传性疾病。顾名思义，面肩胛肱肌营养不良症会依次削弱面部肌肉、覆盖在肩胛骨上的肌肉和覆盖在上臂肱骨上的肌肉。在疾病的晚期，几乎所有骨骼肌都可能受到影响。身体两侧受影响的程度往往不一样。FSHD还可能导致听力损失和眼球后部血管异常。一般认为它是第三大骨骼肌遗传病。2008年进行的一项罕见疾病分析表明FSHD是最常见的肌肉萎缩症，发病率7/100,000。

### DUX4
双同源异型框4（DUX4）基因在肌肉细胞异常表达会导致面肩胛肱型肌营养不良症。

## 影视表现
- 在亚马逊视频系列剧的高堡奇人中，副总指挥约翰·史密斯的儿子，托马斯，被诊断患有Landouzy-Dejerine综合征。 在本剧轴心国赢得第二次世界大战的另一个历史中，纳粹的政策是安乐死那些受这种和其他严重条件影响的人，以排除他们“拖累社会”。